# Фредерік Сенгер
Фредерік Сенгер (англ. Frederick Sanger; 13 серпня 1918, Глостершир, Велика Британія — 19 листопада 2013) — британський біохімік, двічі лауреат Нобелівської премії з хімії  — в 1958 і 1980 роках (спільно з Волтером Гілбертом і Полом Бергом).
Був одружений, мав двох синів і дочку. Закінчив Кембриджський університет (1939), де й працював з 1940 року. Мав докторський ступінь з 1943 року. З 1951 до смерті був членом Медичної дослідницької ради і керівник Лабораторії молекулярної біології цієї ради. З 1983 перебував на пенсії.
Основні роботи були присвячені хімії білків і нуклеїнових кислот. З 1945 року Сенгер вивчав структуру інсуліну. Він розробив динітрофторбензольний метод ідентифікації кінцевих аміногруп в пептидах, за допомогою якого йому вдалося встановити природу і послідовність чергування аміногруп в інсуліні і розшифрувати його будову (1944–1954). Сенгер встановив, що інсулін має загальну формулу C337N65O75S6, три сульфідні містки і складається з двох ланцюгів: ланцюгу A, що містить 21 амінокислотний залишок, і ланцюгу B, що містить 30 амінокислотних залишків. Ці роботи послужили основою для синтетичного отримання інсуліну та інших гормонів.
У 1965 році запропонував мітити РНК і ДНК, призначені для структурних досліджень, радіоактивним ізотопом фосфору 32Р, що дало змогу здійснювати роботи з надзвичайно малою кількістю матеріалу — 10−6 г. Встановив структуру 5S PHK (120 основ, 1967) і ДНК фага ФХ174 (5375 основ, 1977). 1977 року запропонував метод розшифрування первинної структури ДНК, базований на ферментативному синтезі високорадіоактивної комплементарної послідовності ДНК на однонитковій ДНК, що досліджується, як на матриці.
Був членом Лондонського королівського товариства (з 1954 року) і ряду академій наук і наукових товариств. Володів численними нагородами. Серед них — Королівська медаль Лондонського королівського товариства (1969), премія Альберта Ласкера за фундаментальні медичні дослідження (1979). Двічі лауреат Нобелівської премії (1958 та 1980).
1992 року фонд "Wellcome Trust" заснував інститут Сенгера, який займається вивченням геному людини (також бере участь в наукових програмах  GENCODE та ENCODE)